# 1680 w polityce
Wydarzenia polityczne w 1680 roku.
- styczeń - założenie przez Portugalczyków Colonia dos Sacramento, ufortyfikowanego osiedla nad La Platą w hiszpańskiej strefie wpływów w Ameryce Południowej[1]

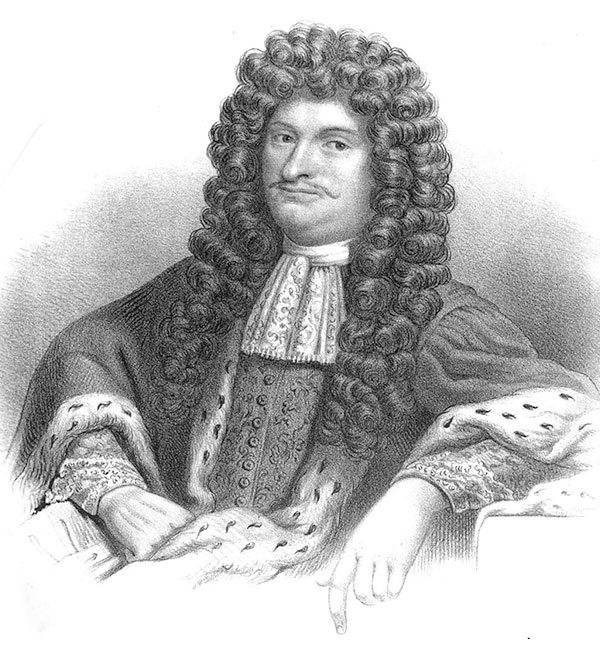
Johan Göransson Gyllenstierna

## Zmarli
- Johan Göransson Gyllenstierna, szwedzki polityk[2].